# Heinz Feilzer
Heinz Feilzer (* 10. Januar 1928 in Münstermaifeld; † 11. Dezember 2022 in Trier) war ein deutscher römisch-katholischer Theologe.

## Leben
Feilzer war der Sohn von Johannes Feilzer und dessen Ehefrau Margarete Gilles. Seine Schulzeit am Kurfürst-Balduin-Gymnasium wurde durch den Zweiten Weltkrieg unterbrochen. Er diente zwei Jahre als Luftwaffenhelfer und konnte erst 1948 sein Abitur ablegen. Anschließend studierte er an den Universitäten Trier, München und Bonn. An der theologischen Fakultät Trier konnte er 1954 mit einer Arbeit über den Dogmatiker Heinrich Klee sein Studium erfolgreich abschließen.
Im April 1954 empfing Feilzer durch den Trierer Bischof Matthias Wehr im Dom St. Peter die Priesterweihe. Danach wirkte er bis 1957 als Kaplan einer Industriepfarrei in Neunkirchen (Saar). Im Anschluss daran betraute man ihn mit dem Amt des Diözesanjugendpfarrers des Bistums Trier.
Im Frühjahr 1966 absolvierte Feilzer erfolgreich die Prüfung zur Pfarrbefähigung. Fünf Jahre später (5. Februar 1971) wurde er an der Universität Wien promoviert; seine Dissertation trug den Titel Jugend in der mittelalterlichen Ständegesellschaft. Zurück in seiner Heimat wirkte er ab April desselben Jahres als Regionaldekan in Wittlich (Region Mosel-Eifel-Hunsrück).
Ab dem Wintersemester 1972/73 betreute Feilzer den Lehrstuhl für Pastoraltheologie an der Theologischen Fakultät Trier. Für das Wintersemester 1980/81 nahm Feilzer einen Lehrauftrag an der Universität des Saarlandes in Saarbrücken wahr und kehrte anschließend nach Trier zurück. Dort wurde er mit Wirkung vom 1. Oktober 1982 zum ordentlichen Professor ernannt. 1988/89 fungierte er als Dekan und mit Wirkung vom 1. April 1995 wurde er emeritiert.
Seit dieser Zeit arbeitete Feilzer nebenamtlich und meist ehrenhalber als Seelsorger in der Filialgemeinde Trier-Kernscheid.

## Werke (Auswahl)
als Autor
- Jugend in der mittelalterlichen Ständegesellschaft. Ein Beitrag zum Problem der Generationen (= Wiener Beiträge zur Theologie; 36). Herder, Wien 1971 (zugl. Dissertation, Universität Wien 1971).
- Der Dogmatiker Heinrich Klee. 1800–1840, sein Leben. Universität Trier 1954.

als Herausgeber
- Diakonisches Handeln in einer zukünftigen Pastoral. Grundsätzliche Überlegungen und Orientierungen. Diözesan-Caritas-Verband, Trier 1989.
- Der menschenfreundliche Gott. Zugänge, Anfragen, Folgerungen. Alfons Thome zum 75. Geburtstag. Paulinus-Verlag, Trier 1990, ISBN 3-7902-0090-5.